# Bromus ciliatus
Bromus ciliatus es una especie herbácea perenne perteneciente a la familia de las gramíneas (Poaceae). 

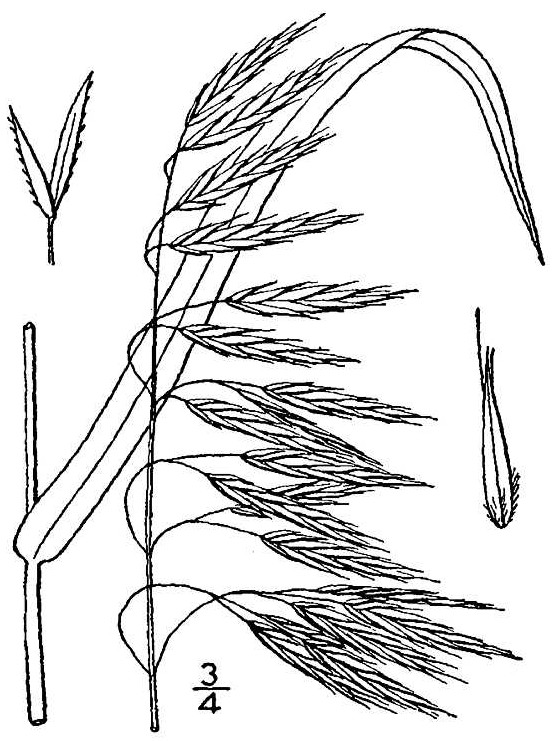
Ilustración de 1913

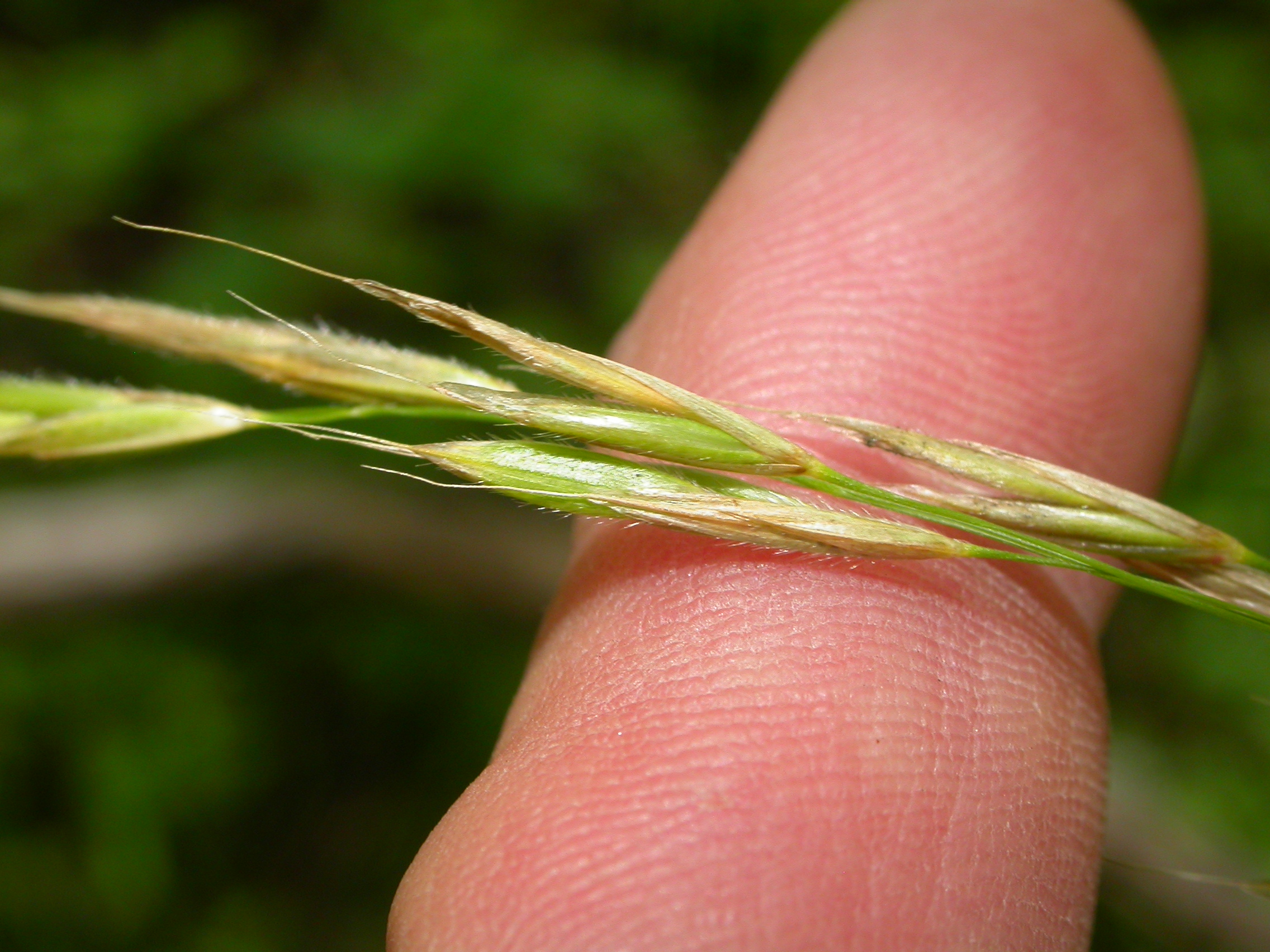
Detalle de las espigas

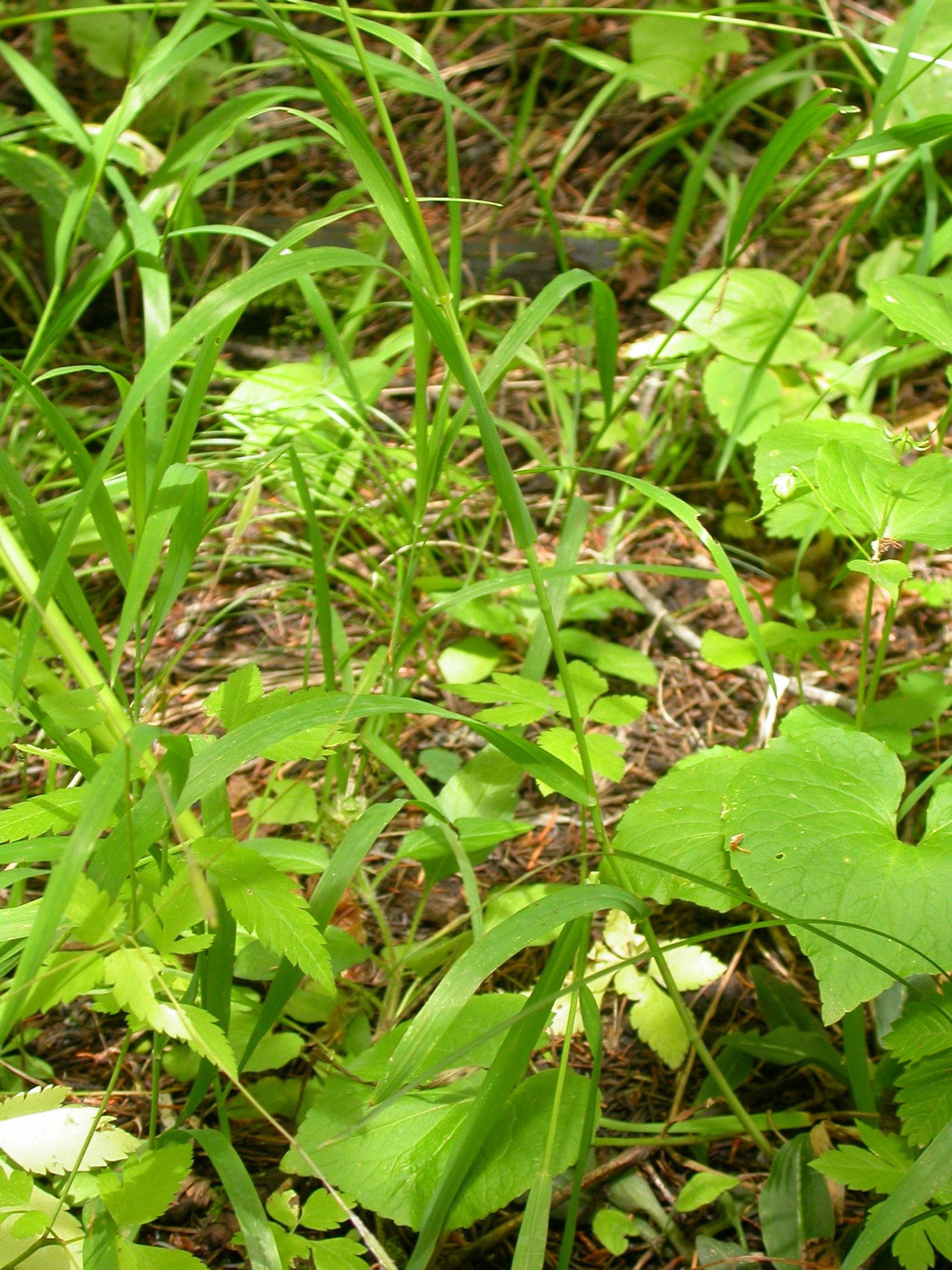
En su hábitat

## Descripción
Se trata de una planta herbácea con penachos de hasta 1,2 metros de altura, y en ocasiones más alto en los pastos perennes de la Grandes Llanuras. Las hojas a menudo tienen pelos largos dispersos. La inflorescencia es abierta y tiene muchas espiguillas en los tallos, las superiores son ascendentes y con la cabeza baja o caída. Las espiguillas son aplanadas y compuestos por capas de frutos redondeados.

## Distribución y hábitat
Es nativa de la mayor parte de América del Norte, incluyendo la mayor parte de Canadá, la mayor parte de los Estados Unidos con excepción de algunas partes del sur y el norte de México. Es una planta de muchos hábitats, incluyendo bosques de coníferas templados. 

## Taxonomía
Bromus ciliatus fue descrita por Carlos Linneo y publicado en Species Plantarum 1: 76–77. 1753.
Etimología
Bromus: nombre genérico que deriva del griego bromos = (avena), o de broma = (alimento).
ciliatus: epíteto latino que significa "con cilios".
Sinonimia
- Bromopsis canadensis (Michx.) Holub
- Bromopsis ciliata (L.) Holub
- Bromus canadensis Michx.
- Bromus canadensis subsp. yezoensis (Ohwi) Vorosch.
- Bromus capillaris Vahl ex Hornem.
- Bromus ciliaris Panz.
- Bromus denseciliatus Steud.
- Bromus dudleyi Fernald
- Bromus hookeri E.Fourn. ex Hemsl.
- Bromus inermis var. ciliatus (L.) Trautv.
- Bromus pubescens var. canadensis Eaton & Wright
- Bromus pubescens var. ciliatus Eaton & Wright
- Bromus pubescens f. glabriflorus (Wiegand) Voss
- Bromus purgans var. ciliatus (L.) Kuntze
- Bromus purgans var. longispicatus Hook.
- Bromus purgans var. pallidus Hook.
- Bromus richardsonii subsp. pallidus (Hook.) Piper & Beattie
- Bromus richardsonii var. pallidus (Hook.) Shear
- Bromus segetum Cham. & Schltdl.
- Bromus yezoensis Ohwi
- Forasaccus ciliatus (L.) Lunell
- Zerna canadensis (Michx.) Tzvelev
- Zerna ciliata (L.) Henrard
- Zerna yezoensis (Ohwi) Sugim.[4][5]